# 26 Cygni
26 Cygni, som är stjärnans Flamsteed-beteckning, är en ensam stjärna belägen i den norra delen av stjärnbilden Svanen, som också har Bayer-beteckningen e Cygni. Den har en skenbar magnitud på ca 5,12 och är svagt synlig för blotta ögat där ljusföroreningar ej förekommer. Baserat på parallax enligt Gaia Data Release 2 på ca 7,2 mas, beräknas den befinna sig på ett avstånd på ca 451 ljusår (ca 138 parsek) från solen. Den rör sig närmare solen med en heliocentrisk radialhastighet av ca -0,3 km/s.

## Egenskaper
26 Cygni är en gul jättestjärna av spektralklass G8 III. Den har förbrukat dess förråd av väte i kärnan och befinner sig med 88 procent sannolikhet på horisontella jättegrenen. Den har en massa som är ca 2,5 solmassor, en radie som är ca 22 solradier och utsänder ca 205 gånger mera energi än solen från dess fotosfär vid en effektiv temperatur av ca 4 700 K.
26 Cygni har en visuell följeslagare av magnitud 8,94 med en vinkelseparation av 41,6 bågsekunder vid en positionsvinkel på 150° år 2014.